# Neuro-Linguistische Psychotherapie
Neuro-Linguistische Psychotherapie (NLPt) ist ein wissenschaftlich nicht anerkannter Ansatz zur systemisch-imaginativen Psychotherapie, der auf der pseudowissenschaftlichen Methode des „Neuro-Linguistischen Programmierens“ (NLP) beruht. Das Verfahren verfügt über keine erwiesene Wirksamkeit. In der wissenschaftlichen Psychologie und Medizin spielt der Ansatz weder als Theorie noch als Behandlungsmethode eine Rolle.

## Grundlagen
Die NLPt basiert auf fünf einander ergänzenden Theorien und einer aus dem Modelling-Prozess resultierenden Grundannahme:
1. Kybernetik der Theorie des Geistes von Gregory Bateson, insbesondere der logischen Ebenen des Lernens und der Unified Field Theory[2] als Weiterentwicklung (Robert Dilts)
2. Sozial-kognitive Lerntheorie von Albert Bandura mit dem von Bandler und Grinder pragmatisch weiterentwickelten Modelling-Ansatz
3. Transformationsgrammatik von Noam Chomsky und darauf aufbauenden und unter dem Einfluss der Postulate von Alfred Korzybski und Glasersfeld durch Bandler und Grinder weiterentwickelten Modelle der Sprache (Metamodell[3] und Milton-Modell[4])
4. Annahme einer grundsätzlichen Zielorientierung menschlichen Handelns von Pribram, Galanter, Miller (TOTE-Einheit)[5]
5. Theorie der sinnesspezifischen Repräsentationssysteme als Grundbausteine der Informationsverarbeitung und des subjektiven Erlebens, die auf William James zurückgeht
6. Grundannahme der Existenz funktionalautonomer Persönlichkeitsteile mit bewussten und unbewussten Prozesskomponenten, die aus der psychotherapeutischen Arbeit von Perls, Satir und Erickson resultieren.

Im Zentrum des NLPt-Ansatzes steht die ziel- und ressourcenorientierte Arbeit unter besonderer Berücksichtigung der Repräsentationssysteme, Metaphern und Beziehungsmatrizen der Person im Sinne der NLP-Theorie.

## Wirksamkeit
Für die in den 1970er Jahren aufgekommene NLP-Methode konnte bis heute weder der behauptete Mechanismus noch eine therapeutische Wirkung wissenschaftlich nachgewiesen werden. Bisher veröffentlichte Studien zur angeblichen Wirksamkeit der Methoden des NLP konnten diese überwiegend nicht bestätigen.

## Anerkennung

### Wissenschaft
Weder in der akademischen Psychologie noch in der Medizin wird „Neuro-Linguistische Psychotherapie“ als Methode zur Behandlung psychischer Störungen anerkannt. In Standardwerken und allgemein anerkannten Lehrbüchern dieser Fachgebiete spielen weder NLP noch NLPt eine Rolle, erwähnt werden sie allenfalls in Randbemerkungen als „Verfahren ohne erwiesene Wirksamkeit“. In wissenschaftlichen Fachkreisen gilt NLP als ein typisches Beispiel für Pseudowissenschaft.

### Deutschland
Die „Neuro-Linguistische Psychotherapie“ wird von den Krankenkassen in Deutschland nicht als erstattungsfähige Therapieform anerkannt.
Unabhängig von Erstattungsfähigkeit und Kassenzulassung setzt jede Betätigung im psychotherapeutischen Bereich eine Therapieberechtigung voraus. Diese ist durch eine Approbation als Arzt (Psychiater) mit entsprechender Weiterbildung oder als psychologischer Psychotherapeut gegeben. Zusätzlich bietet das Heilpraktikergesetz in Deutschland auch die Möglichkeit der psychotherapeutischen Tätigkeit als Heilpraktiker ohne universitäres Studium. Diese müssen lediglich gem. § 2 HeilprGDV 1 nachweisen, dass von ihnen keine Gefahr ausgeht, und sind dann auch zur Anwendung von Verfahren ohne Wirksamkeitsnachweis berechtigt.

### Österreich
In Österreich wurde die Neuro-Linguistische Psychotherapie vom Bundesministerium für Gesundheit und Frauen per 10. Januar 2007 als psychotherapeutische Methode offiziell anerkannt. Folge davon ist, dass Therapiesuchende die Leistung eines zugelassenen Psychotherapeuten, der mit der Methode NLP psychotherapeutisch arbeitet, wie auch bei anderen Psychotherapieformen, z. B. der Verhaltenstherapie oder tiefenpsychologisch orientierten Therapieverfahren, von den Pflicht-Krankenkassen in Österreich ganz oder teilweise erstattet bekommen. Die Zulassung geschah am letzten Amtstag der Ministerin Maria Rauch-Kallat und stieß auf heftige Kritik, unter anderem stellte der Psychotherapiebeirat des Gesundheitsministeriums aus Protest seine Ausschüsse ruhend.

## Geschichte / Verbände
Die European Association for Neuro-Linguistic Psychotherapy (EANLPt) als europäische Dachorganisation der NLPt wurde 1995 in Wien gegründet, wo ein Curriculum für NLP-Psychotherapie seit 1986 existiert. Ursprünglich als Gesellschaft bürgerlichen Rechts gegründet, ist die EANLPt inzwischen als Verein nach dem österreichischen Vereinsgesetz organisiert. 1996 wurde die Deutsche Gesellschaft für Neuro-Linguistische Psychotherapie (DG-NLPt) gegründet, die sich im März 2008 aufgelöst hat. Das Anliegen und die Ziele des Vereins nimmt seitdem die Fachgruppe DVNLPt im Deutschen Verband für Neuro-Linguistisches Programmieren e. V. (DVNLP) wahr.
Bei der europäischen Dachorganisation der Psychotherapie, der European Association for Psychotherapy, ist die Neuro-Linguistische Psychotherapie (EANLPt) seit Dezember 1997 als Mitglied akzeptiert, seit Juli 1999 als EWAO Vollmitglied.

## Fortbildung für Therapeuten
Die Ausbildungsstandards der EANLPt legen eine etwa vierjährige Fortbildung fest und setzen eine wissenschaftliche Hochschulausbildung in einem relevanten Bereich wie etwa Psychologie, Sozialwissenschaft oder Humanmedizin voraus.
Die Weiterbildung sieht für derart geeignete Interessenten eine komplette NLP-Ausbildung mit Ausrichtung auf Beratung und Therapie, sowie Selbsterfahrungszeit als NLP-Therapeut vor:
- Relevante Hochschulausbildung zur Theorie und der Nachweis einer psychopathologischen und spezifischen Methode der Intervention.
- Im ersten Jahr ein gutes Diplom als Practitioner mit Betonung auf Beratung/Therapie (25–30 Tage)
- Im zweiten Jahr das Diplom als Master Practitioner mit Betonung auf Beratung/Therapie (22–27 Tage)
- Im dritten und vierten Jahr spezielle Theorie-Supervision, therapeutische Methodenlehre, Theorie und praktische Arbeit (ca. 60 Tage, Advanced Master Practitioner)
- 200 Stunden Selbsterfahrung als NLP-Therapeut

Die mit der EANLPt assoziierten Organisationen innerhalb der europäischen Gemeinschaft entwickeln auf dieser Grundlage eigene Ausbildungsrichtlinien, die mit diesem Curriculum grundsätzlich vereinbar sind und nationale Besonderheiten berücksichtigen.
In Deutschland existiert unter dem Dach des DVNLP ein NLPt-Curriculum, das eine gestufte Ausbildung zum NLP-Therapeuten und bestimmte Eingangsvoraussetzungen beinhaltet: erste Stufe „Weiterbildung zum NLP-Berater“, zweite Stufe „Weiterbildung zum NLP-Therapeuten“. Die Ausbildung erstreckt sich über vier bis sechs Jahre, mindestens 890 Stunden. Dazu kommen 60 Stunden Selbsterfahrung und 290 Stunden „Arbeit mit Klienten“. Grundsätzlich kann die Ausbildung nur bei einem vom DVNLPt anerkannten Ausbildungsinstitut erfolgen. Das Curriculum setzt eine erfolgreich abgeschlossene Ausbildung zum „NLP-Master, DVNLP“ voraus. Erfahrungen im psychosozialen Bereich sind erwünscht. Wer den „NLP-Therapeut, DVNLPt“ anstrebt, muss über die „Erlaubnis zur Ausübung der Psychotherapie“ verfügen. Seit 2006 wird in Deutschland dieser Titel ausschließlich nach den Kriterien für den Erwerb des European Certificate of Psychotherapy (ECP) der European Association for Psychotherapy (EAP) in der jeweils gültigen Fassung vergeben, die ebenfalls die „Erlaubnis zur Ausübung der Psychotherapie“ des Antragstellers in seinem Herkunftsland voraussetzt.
Die Ausübung von NLP als Psychotherapiemethode ist über das Heilpraktikergesetz möglich. Seit 1993 besteht aufgrund einer Entscheidung des Bundesverwaltungsgerichts (Az. 3 C 34/90, NJW 1993, 2395 ff.) die Möglichkeit eine eingeschränkte Überprüfung nur für die Ausübung der Psychotherapie abzulegen.